# 烏克蘭正教會—基輔宗主教聖統
基輔宗主教聖統的烏克蘭正教會（羅馬化：Ukrainska pravoslavna tserkva Kyivskoho patriarkhatu）是烏克蘭曾經存在過的、未受其他正教會承認的東正教教會之一，原宗主教是菲拉列特。基輔宗主教聖統的烏克蘭正教會於2018年与烏克蘭自主正教會和部分莫斯科宗主教聖統的烏克蘭正教會統合成新的「烏克蘭正教會」。2019年6月20日，包括菲拉列特在内的少数成员退出烏克蘭正教會。

## 歷史
1992年，部分烏克蘭正教會莫斯科宗主教聖統的神職人員與烏克蘭自主正教會合作建立由基輔宗主教建立的烏克蘭正教會，但未獲得普世正教會承認。1997年，牧首菲拉列特遭俄羅斯正教會驅逐出教，但是，其支持者組成的基輔宗主教聖統烏克蘭正教會不承認此處分。2018年，君士坦丁堡普世牧首宣布承認烏克蘭的正教會的自主地位，同時恢復菲拉列特的都主教身分以及帶領烏克蘭自主正教會的馬卡里都主教的神職身分。由於烏克蘭本身有三個各自為政的正教會團體，為此菲拉列特表達了希望開啟統合三個烏克蘭的正教會的教務會議。